# Nyálkás tőkegomba
A nyálkás tőkegomba vagy óriás tőkegomba (Pholiota adiposa) a harmatgombafélék családjába tartozó, Európában és Észak-Amerikában honos, lombos fák élő vagy elhalt törzsén élő, nem ehető gombafaj. 

## Megjelenése
A nyálkás tőkegomba kalapja 5-12 cm széles, alakja fiatalon domború, amely idős korára laposan kiterül. Felülete tapadós, nedves időben nyálkás. Alapszíne aranysárga, amelyen nagy sötétbarna, gyakran felálló, csúcsos pikkelyek találhatók; legsűrűbben a közepén.
Húsa sárgás színű. Íze kesernyés, szaga gyenge, kellemes.
Sűrű lemezei tönkhöz nőttek. Színük kezdetben halványsárga, éretten rozsdabarna.
Tönkje 2,5-6 cm magas és 0,5-1 cm vastag. Alakja hengeres, színe sárga, később a töve rozsdabarna lesz. Felületét a múlékony szálas gallér alatt felfelé álló, barna pikkelyek borítják ritkásan. Felülete nedves időben nyálkás, tapadós. Csoportosan terem, az egyes példányok tönkje a tövénél többnyire összenő. 
Húsa sárgás színű. Íze kesernyés, szaga gyenge, kellemes.
Spórapora vörösbarna. Spórája elliptikus, sima, mérete 5,5-6,5 x 3-4 µm.

### Hasonló fajok
A rozsdasárga tőkegomba, a sötétpikkelyes tőkegomba vagy a fakópikkelyes tőkegomba hasonlíthat hozzá.

## Elterjedése és termőhelye
Európában és Észak-Amerikában honos. Magyarországon helyenként gyakori. 
Lomberdőkben fordul elő, elhalt és élő fák (elsősorban bükk, esetenként nyár, tölgy vagy egyéb lombos fa)  tuskóin, illetve tönkjén nő, csoportosan. Augusztustól októberig terem. 

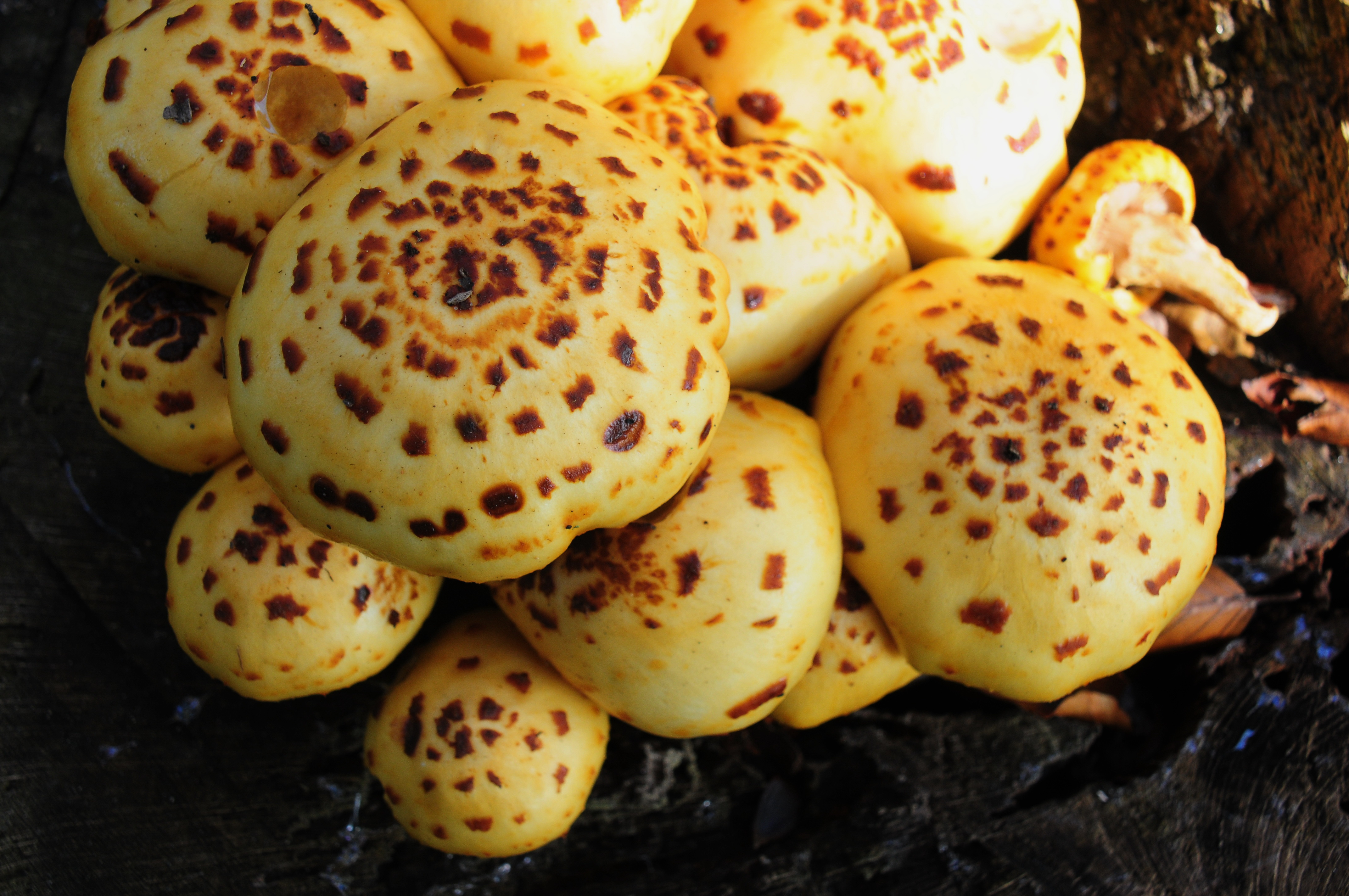
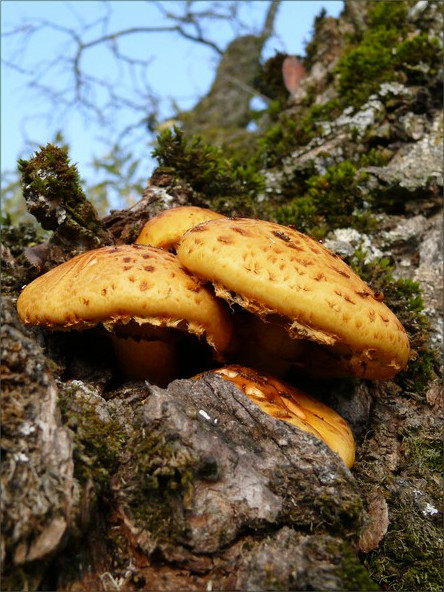
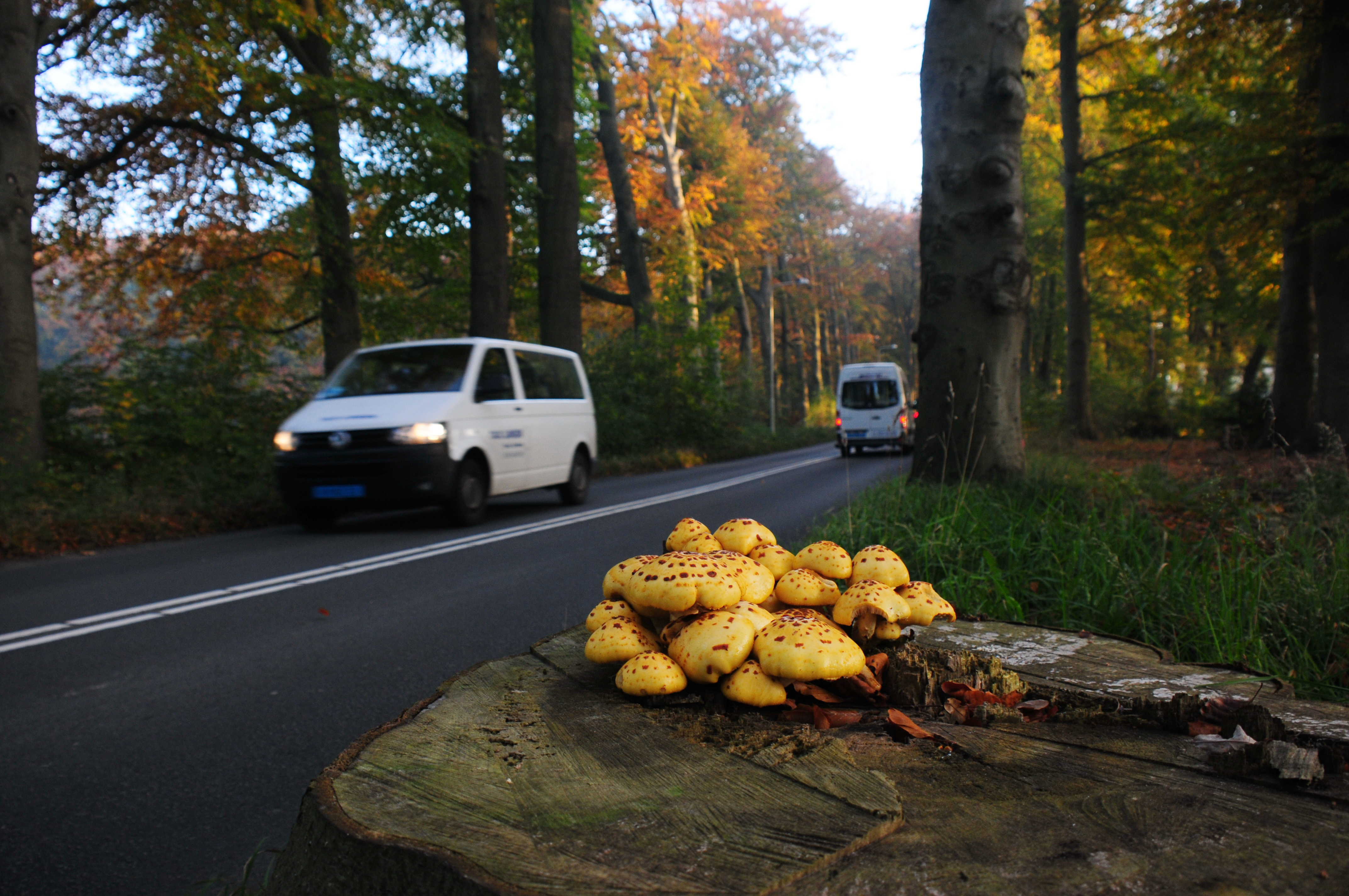
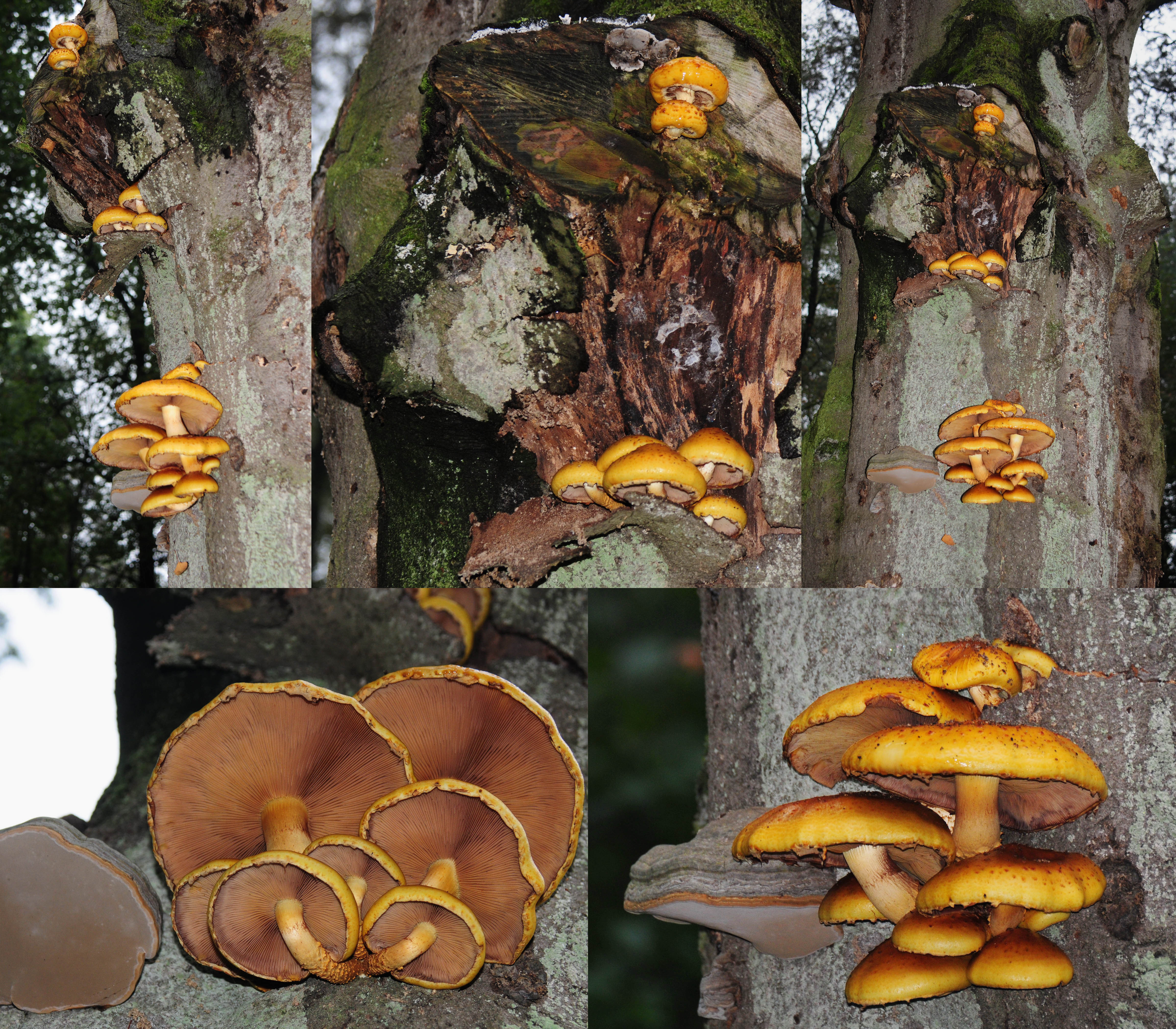
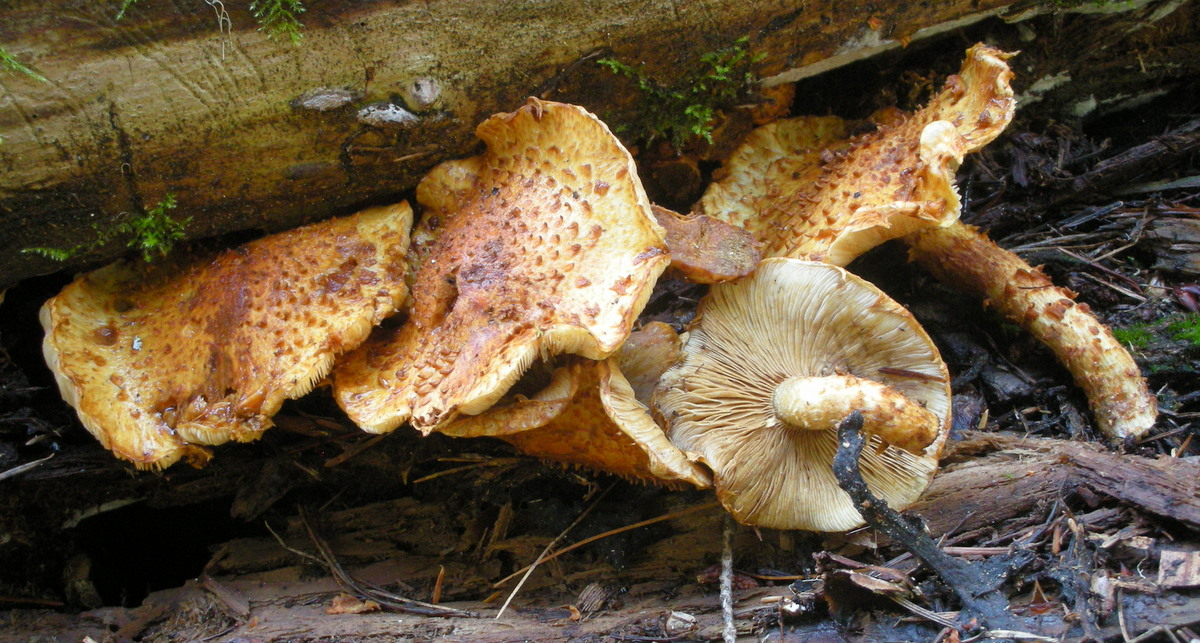

Nem ehető. 